# Christian Rimmel
Christian Rimmel (ur. 1969) – niemiecki skoczek narciarski reprezentujący barwy RFN. Największym sukcesem tego skoczka jest złoty medal wywalczony drużynowo oraz srebrny indywidualnie na mistrzostwach świata juniorów w Lake Placid (1986).

## Mistrzostwa świata juniorów
- Indywidualnie
  - 1986 Lake Placid (USA) – srebrny medal
- Drużynowo
  - 1986 Lake Placid (USA) – złoty medal

## Puchar Świata w skokach narciarskich

### Miejsca w poszczególnych konkursach indywidualnychPucharu Świata
| Źródło                                                                                       | Źródło      | Źródło      | Źródło      | Źródło   | Źródło     | Źródło                 | Źródło                 | Źródło        | Źródło              | Źródło              | Źródło         | Źródło         | Źródło       | Źródło   | Źródło    | Źródło       | Źródło       | Źródło  | Źródło    | Źródło       | Źródło    | Źródło  | Źródło  | Źródło  | Źródło | Źródło | Źródło | Źródło | Źródło | Źródło | Źródło | Źródło | Źródło | Źródło | Źródło | Źródło | Źródło | Źródło | Źródło | Źródło | Źródło | Źródło | Źródło | Źródło | Źródło | Źródło | Źródło | Źródło | Źródło |
| -------------------------------------------------------------------------------------------- | ----------- | ----------- | ----------- | -------- | ---------- | ---------------------- | ---------------------- | ------------- | ------------------- | ------------------- | -------------- | -------------- | ------------ | -------- | --------- | ------------ | ------------ | ------- | --------- | ------------ | --------- | ------- | ------- | ------- | ------ | ------ | ------ | ------ | ------ | ------ | ------ | ------ | ------ | ------ | ------ | ------ | ------ | ------ | ------ | ------ | ------ | ------ | ------ | ------ | ------ | ------ | ------ | ------ | ------ |
| Sezon 1985/1986                                                                              |             |             |             |          |            |                        |                        |               |                     |                     |                |                |              |          |           |              |              |         |           |              |           |         |         |         |        |        |        |        |        |        |        |        |        |        |        |        |        |        |        |        |        |        |        |        |        |        |        |        |        |
| Thunder Bay                                                                                  | Thunder Bay | Lake Placid | Lake Placid | Chamonix | Oberstdorf | Garmisch-Partenkirchen | Innsbruck              | Bischofshofen | Harrachov           | Liberec             | Klingenthal    | Oberwiesenthal | Sapporo      | Sapporo  | Vikersund | Vikersund    | Sankt Moritz | Gstaad  | Engelberg | Lahti        | Lahti     | Oslo    | Planica | Planica | punkty |        |        |        |        |        |        |        |        |        |        |        |        |        |        |        |        |        |        |        |        |        |        |        |        |
| -                                                                                            | -           | -           | -           | -        | -          | -                      | -                      | -             | -                   | -                   | -              | -              | -            | -        | -         | -            | -            | -       | -         | -            | -         | 80      | -       | -       | 0      |        |        |        |        |        |        |        |        |        |        |        |        |        |        |        |        |        |        |        |        |        |        |        |        |
| Sezon 1986/1987                                                                              |             |             |             |          |            |                        |                        |               |                     |                     |                |                |              |          |           |              |              |         |           |              |           |         |         |         |        |        |        |        |        |        |        |        |        |        |        |        |        |        |        |        |        |        |        |        |        |        |        |        |        |
| Thunder Bay                                                                                  | Thunder Bay | Lake Placid | Lake Placid | Chamonix | Oberstdorf | Garmisch-Partenkirchen | Innsbruck              | Bischofshofen | Szczyrbskie Jezioro | Szczyrbskie Jezioro | Oberwiesenthal | Sapporo        | Sapporo      | Lahti    | Lahti     | Örnsköldsvik | Falun        | Planica | Planica   | Rælingen     | Oslo      | punkty  | punkty  | punkty  | punkty | punkty | punkty | punkty | punkty | punkty | punkty | punkty | punkty | punkty | punkty | punkty | punkty | punkty | punkty | punkty |        |        |        |        |        |        |        |        |        |
| -                                                                                            | -           | -           | -           | 56       | 84         | 47                     | -                      | -             | -                   | -                   | -              | -              | -            | -        | -         | -            | -            | -       | -         | -            | -         | 0       | 0       | 0       | 0      | 0      | 0      | 0      | 0      | 0      | 0      | 0      | 0      | 0      | 0      | 0      | 0      | 0      | 0      | 0      |        |        |        |        |        |        |        |        |        |
| Sezon 1987/1988                                                                              |             |             |             |          |            |                        |                        |               |                     |                     |                |                |              |          |           |              |              |         |           |              |           |         |         |         |        |        |        |        |        |        |        |        |        |        |        |        |        |        |        |        |        |        |        |        |        |        |        |        |        |
| Thunder Bay                                                                                  | Thunder Bay | Lake Placid | Lake Placid | Sapporo  | Sapporo    | Oberstdorf             | Garmisch-Partenkirchen | Innsbruck     | Bischofshofen       | Gallio              | Sankt Moritz   | Gstaad         | Engelberg    | Lahti    | Lahti     | Meldal       | Oslo         | Planica | Planica   | punkty       | punkty    | punkty  | punkty  | punkty  | punkty | punkty | punkty | punkty | punkty | punkty | punkty | punkty | punkty | punkty | punkty | punkty | punkty | punkty |        |        |        |        |        |        |        |        |        |        |        |
| -                                                                                            | -           | -           | -           | -        | -          | -                      | -                      | -             | -                   | -                   | -              | 64             | 46           | -        | -         | -            | -            | 62      | 49        | 0            | 0         | 0       | 0       | 0       | 0      | 0      | 0      | 0      | 0      | 0      | 0      | 0      | 0      | 0      | 0      | 0      | 0      | 0      |        |        |        |        |        |        |        |        |        |        |        |
| Sezon 1988/1989                                                                              |             |             |             |          |            |                        |                        |               |                     |                     |                |                |              |          |           |              |              |         |           |              |           |         |         |         |        |        |        |        |        |        |        |        |        |        |        |        |        |        |        |        |        |        |        |        |        |        |        |        |        |
| Thunder Bay                                                                                  | Thunder Bay | Lake Placid | Lake Placid | Sapporo  | Sapporo    | Oberstdorf             | Garmisch-Partenkirchen | Innsbruck     | Bischofshofen       | Liberec             | Harrachov      | Oberhof        | Oberhof      | Chamonix | Oslo      | Örnsköldsvik | Harrachov    | Planica | Planica   | punkty       | punkty    | punkty  | punkty  | punkty  | punkty | punkty | punkty | punkty | punkty | punkty | punkty | punkty | punkty | punkty | punkty | punkty | punkty | punkty |        |        |        |        |        |        |        |        |        |        |        |
| 41                                                                                           | 21          | 31          | 46          | -        | -          | 74                     | 77                     | 58            | 71                  | -                   | 79             | -              | -            | 33       | -         | -            | -            | -       | -         | 0            | 0         | 0       | 0       | 0       | 0      | 0      | 0      | 0      | 0      | 0      | 0      | 0      | 0      | 0      | 0      | 0      | 0      | 0      |        |        |        |        |        |        |        |        |        |        |        |
| Sezon 1989/1990                                                                              |             |             |             |          |            |                        |                        |               |                     |                     |                |                |              |          |           |              |              |         |           |              |           |         |         |         |        |        |        |        |        |        |        |        |        |        |        |        |        |        |        |        |        |        |        |        |        |        |        |        |        |
| Thunder Bay                                                                                  | Thunder Bay | Lake Placid | Lake Placid | Sapporo  | Sapporo    | Oberstdorf             | Garmisch-Partenkirchen | Innsbruck     | Bischofshofen       | Harrachov           | Liberec        | Zakopane       | Sankt Moritz | Gstaad   | Engelberg | Predazzo     | Predazzo     | Lahti   | Lahti     | Örnsköldsvik | Sollefteå | Raufoss | Planica | Planica | punkty |        |        |        |        |        |        |        |        |        |        |        |        |        |        |        |        |        |        |        |        |        |        |        |        |
| -                                                                                            | -           | -           | -           | -        | -          | 70                     | 75                     | -             | -                   | -                   | -              | -              | -            | -        | -         | -            | -            | -       | -         | -            | -         | -       | -       | -       | 0      |        |        |        |        |        |        |        |        |        |        |        |        |        |        |        |        |        |        |        |        |        |        |        |        |
| Legenda                                                                                      |             |             |             |          |            |                        |                        |               |                     |                     |                |                |              |          |           |              |              |         |           |              |           |         |         |         |        |        |        |        |        |        |        |        |        |        |        |        |        |        |        |        |        |        |        |        |        |        |        |        |        |
| 1 2 3 4-10 11-15 poniżej 15 q – zawodnik nie zakwalifikował się - – zawodnik nie wystartował |             |             |             |          |            |                        |                        |               |                     |                     |                |                |              |          |           |              |              |         |           |              |           |         |         |         |        |        |        |        |        |        |        |        |        |        |        |        |        |        |        |        |        |        |        |        |        |        |        |        |        |

### Turniej Czterech Skoczni

#### Miejsca w klasyfikacji generalnej
| Sezon     | Miejsce | Źr.   |
| --------- | ------- | ----- |
| 1986/1987 | 92.     | [ 3 ] |
| 1988/1989 | 70.     | [ 4 ] |
| 1989/1990 | 88.     | [ 5 ] |